# Potentilla junatovii
Potentilla junatovii är en rosväxtart som beskrevs av Rudaya och A.L.Ebel. Potentilla junatovii ingår i Fingerörtssläktet som ingår i familjen rosväxter. Inga underarter finns listade i Catalogue of Life.